# Miss Chinese International
 (août 2014).
Si vous disposez d'ouvrages ou d'articles de référence ou si vous connaissez des sites web de qualité traitant du thème abordé ici, merci de compléter l'article en donnant les références utiles à sa vérifiabilité et en les liant à la section « Notes et références ».
Miss Chinese International, est un concours de beauté international féminin, réservé aux jeunes femmes d'origine chinoise âgées de 17 à 25 ans de nationalités différentes. 
Le concours a été créé en 1988 à Hong Kong.

## Gagnante
| Année | Date                     | Gagnante                              | 1re dauphine                             | 2e dauphine                                | Miss Friendship                          |
| ----- | ------------------------ | ------------------------------------- | ---------------------------------------- | ------------------------------------------ | ---------------------------------------- |
| 1988  | 2 octobre 1988           | Michele Monique Reis Hong Kong        | Tammy Lee Seattle, USA                   | Sharon Kwok San Francisco, USA             | Tanya Lim Calgary, Canada                |
| 1989  | 17 octobre 1989          | Kit Wong Sydney, Australie            | Monica Chan Hong Kong                    | Guilhermina Madeira da Silva Pedruco Macau | No award given                           |
| 1990  | Reportée en février 1991 | Reportée en février 1991              | Reportée en février 1991                 | Reportée en février 1991                   | Reportée en février 1991                 |
| 1991  | 10 février 1991          | Yen-Thean Leng Singapore              | Anita Yuen Hong Kong                     | Hazel Cheung Montréal, Canada              | Deanna Leung Seattle, USA                |
| 1992  | 26 janvier 1992          | Rosemary Chan Toronto, Canada         | Amy Kwok Hong Kong                       | Valerie Lee San Francisco, United States   | Sherine Tsang Auckland, New Zealand      |
| 1993  | 10 janvier 1993          | Christy Chung Montréal, Canada        | Emily Lo Hong Kong                       | Elaine Barbara Der Vancouver, Canada       | Nien-Chien Chang Seattle, USA            |
| 1994  | 23 janvier 1994          | Saesim Pornapa Sui Bangkok, Thailand  | Diane Wang New York, USA                 | I-Man Chao Seattle, USA                    | Rebecca Lok-Sze Miu Manila, Philippines  |
| 1995  | 22 janvier 1995          | Hsiang-Ling Ku Taipei, Chinese Taipei | Darabhorn Bhakdeeratna Bangkok, Thailand | Edna Wei Los Angeles, USA                  | Gloria Hui Vancouver, Canada             |
| 1996  | 27 janvier 1996          | Siew-Kee Cheng Singapore              | Melissa Ng San Francisco, USA            | Amy Chung (Dethroned)[a] New York, USA     | Winnie Yeung Hong Kong                   |
| 1997  | 26 janvier 1997          | Monica Lo Toronto, Canada             | San San Lee Hong Kong                    | Kulzatri Konjanawan Bangkok, Thailand      | Wendy Giam Kuala Lumpur, Malaysia        |
| 1998  | 25 janvier 1998          | Louisa Luk San Francisco, USA         | Lisa Vongthong Bangkok, Thailand         | Kalyane Tea Montréal, Canada               | May Ling Lai Chicago, USA                |
| 1999  | 14 février 1999          | Michelle Ye New York, USA             | Janet Huang Los Angeles, USA             | Anne Heung Hong Kong                       | Mabel Wong Calgary, Canada               |
| 2000  | 6 février 2000           | Sonija Kwok Hong Kong                 | Tiffany Yang Los Angeles, USA            | Crystal Pan Vancouver, Canada              | Jessie Cheng Melbourne, Australia        |
| 2001  | 20 janvier 2001          | Bernice Liu Vancouver, Canada         | Jennifer Huang Montréal, Canada          | Vivian Lau Hong Kong                       | Hsing-Ting Chiang Taipei, Chinese Taipei |
| 2002  | 27 janvier 2002          | Shirley Yeung Vancouver, Canada       | Christie Bartram Toronto, Canada         | Angela Foo Kuala Lumpur, Malaysia          | Marjorie Wu Honolulu, USA                |
| 2003  | 25 janvier 2003          | Rachel Tan Kuala Lumpur, Malaysia     | Tiffany Lam Hong Kong                    | Diana Wu Toronto, Canada                   | Lola Gong Amsterdam, Netherlands         |
| 2004  | 17 janvier 2004          | Linda Chung Vancouver, Canada         | Mandy Cho Hong Kong                      | Carlene Aguilar Manila, Philippines        | Mandy Cho Hong Kong                      |
| 2005  | 29 janvier 2005          | Leanne Li Vancouver, Canada           | Fala Chen New York, USA                  | Jessica Young Melbourne, Australia         | Jolene Chin Kuala Lumpur, Malaysia       |
| 2006  | 21 janvier 2006          | Ina Lu Johannesburg, South Africa     | Ginney Kanchanawat Bangkok, Thailand     | Annabelle Kong Kuala Lumpur, Malaysia      | Annabelle Kong Kuala Lumpur, Malaysia    |
| 2007  | 20 janvier 2007          | Sarah Song Sydney, Australia          | Ivy Lu Johannesburg, South Africa        | Sherry Chen Toronto, Canada                | Parichat Wisuthiphatt Bangkok, Thailand  |
| 2008  | 26 janvier 2008          | Océane Zhu Paris, France              | Kayi Cheung Hong Kong                    | Aileen Xu Chongqing, China                 | Delaine Lee Calgary, Canada              |
| 2009  | 17 janvier 2009          | Christine Kuo Toronto, Canada         | Skye Chan Hong Kong                      | Cici Chen Vancouver, Canada                | Skye Chan Hong Kong                      |
| 2010  | 5 novembre 2010          | Eliza Sam Vancouver, Canada           | Belle Theng Kuala Lumpur, Malaysia       | Candy Chang Toronto, Canada                | Lu Bai Foshan, China                     |
| 2011  | Reportée en janvier 2012 | Reportée en janvier 2012              | Reportée en janvier 2012                 | Reportée en janvier 2012                   | Reportée en janvier 2012                 |
| 2012  | 15 janvier 2012          | Kelly Cheung Chicago, USA             | Cheryl Wee Singapore, Singapour          | Lenna Lim Kuala Lumpur, Malaisie           | Ashton Hong Toronto, Canada              |
| 2013  | 24 février 2013          | Gloria Tang Vancouver, Canada         | Denise Tan Kuala Lumpur, Malaysia        | Carat Cheung Hong Kong                     | Lauren Weinberger Los Angeles, USA       |
| 2014  | 26 janvier 2014          | Grace Chan Hong Kong                  | Cindy Zhong Vancouver, Canada            | Lucia Lorigiano Montréal, Canada           | Mandi Cheung Singapore                   |